# NetSuite CRM
NetSuite CRM — CRM-система, принадлежащая корпорации Oracle (после поглощения в 2016 году компании NetSuite), предоставляемая исключительно по подписке через интернет (по модели SaaS). 

## Функционал
Стандартные функциональные блоки системы: управление продажами, управление маркетингом, обслуживание и поддержка клиентов. В системе предусмотрена возможность программного расширения, существуют инструменты, позволяющие создавать новые функции, процедуры и программные модули внутри NetSuite CRM. Связь с другими приложениями возможна с помощью веб-сервисов (онлайн) или smbXML. 
Дополнительно к стандартным блокам заказчики могут приобрести портальные расширения:
- возможность хостинга веб-сайта заказчика со встроенной системой управления содержимым, каркас веб-сайта создается из NetSuite CRM, все материалы и формы, размещаемые на подобном сайте автоматически связываются другими модулями системы;
- портал клиентского самообслуживания, через который клиенты организации-заказчика могут оформлять заказы, получать размещенную для них информацию, задавать вопросы;
- корпоративный портал — каждый сотрудник организации-заказчика может его средствами отправлять из NetSuite CRM электронную почту, регистрировать и планировать звонки, дела, события, всё это автоматически отображается в личных календарях сотрудников;
- партнёрский портал — партнёры, дилеры, агенты организации-заказчика получают доступ к файловому хранилищу, могут регистрировать потенциальных клиентов и планировать совместную работу, могут оформлять заказы как для себя, так и для своих клиентов.

Среди других функциональных расширений:
- обработка претензий клиентов;
- управление комиссиями;
- отслеживание проектов;
- конструктор веб-сайтов;
- аналитика веб-сайта.

### Языки
Система доступна на следующих языках: английский, немецкий, французский, испанский, традиционный китайский, упрощённый китайский, русский и японский.